# Xenosporium boivinii
Xenosporium boivinii är en svampart som beskrevs av S. Hughes 1978. Xenosporium boivinii ingår i släktet Xenosporium och familjen Tubeufiaceae.   Inga underarter finns listade i Catalogue of Life.